# Gasteria glauca
Gasteria glauca ist eine Pflanzenart der Gattung Gasteria in der Unterfamilie der Affodillgewächse (Asphodeloideae).

## Beschreibung

### Vegetative Merkmale
Gasteria glauca wächst stammlos, ist niederliegend bis aufrecht, sprosst von der Basis aus und bildet dichte Klumpen mit einem Durchmesser von bis 30 Zentimetern. Die bandförmig-lanzettlichen Laubblätter bilden eine Rosette. Die glauke Blattspreite ist 5 bis 7 Zentimeter lang und 1,5 bis 1,8 Zentimeter breit. Die Blattoberseite ist im oberen Drittel leicht rinnig. Die etwas konvexe Unterseite ist asymmetrisch gekielt. Die Epidermis ist warzig-aufgeraut. Der Blattrand ist warzig-gezähnelt. Die Blattspitze ist zugespitzt und trägt ein aufgesetztes Spitzchen.

### Blütenstände und Blüten
Der einfache Blütenstand ist eine aus zehn bis 20 Blüten bestehende Traube und erreicht eine Länge von bis zu 25 Zentimeter. Die rötlich rosafarbene Blütenhülle ist 30 bis 34 Millimeter lang. Ihr bauchiger Teil ist kugelförmig-ellipsoid und erstreckt sich über etwa die Hälfte der Länge der Blütenhülle oder etwas weniger. Oberhalb ist sie zu einer Röhre mit einem Durchmesser von 5 Millimeter eingeschnürt. Der Griffel ragt nicht aus der Blütenhülle heraus.

### Früchte und Samen
Die länglichen Früchte sind 20 Millimeter lang und 8 Millimeter breit. Sie enthalten 3 Millimeter lange und 2 Millimeter breite, schwarze Samen.

## Systematik und Verbreitung
Gasteria glauca ist in der südafrikanischen Provinz Ostkap in der Gemeinde Kouga auf steilen, südwärts gerichteten Felswänden verbreitet.
Die Erstbeschreibung durch Ernst Jacobus van Jaarsveld wurde 1998 veröffentlicht.
Gasteria glauca ist nahe mit Gasteria ellaphieae verwandt.

## Nachweise